# Rally-VM 1976

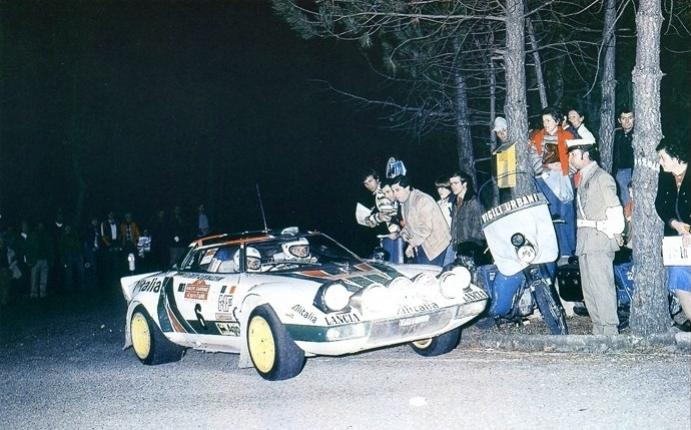
Raffaele Pinto i Sanremorallyt 1976.

Rally-VM 1976 kördes över tio omgångar. Mästerskapstiteln gällde för konstruktörer och vanns av Lancia.

## Delsegrare
| Rally               | Vinnare             | Märke      |
| ------------------- | ------------------- | ---------- |
| Monte Carlo-rallyt  | Sandro Munari       | Lancia     |
| Svenska rallyt      | Per Eklund          | Saab       |
| Portugisiska rallyt | Sandro Munari       | Lancia     |
| Safarirallyt        | Joginder Singh      | Mitsubishi |
| Akropolisrallyt     | Harry Källström     | Datsun     |
| Marockanska rallyt  | Jean-Pierre Nicolas | Peugeot    |
| Finska rallyt       | Markku Alén         | Fiat       |
| Sanremorallyt       | Björn Waldegård     | Lancia     |
| Korsikanska rallyt  | Sandro Munari       | Lancia     |
| Brittiska rallyt    | Roger Clark         | Ford       |

## Märkes-VM
| Plats | Märke  | Poäng |
| ----- | ------ | ----- |
| 1     | Lancia | 112   |
| 2     | Opel   | 57    |
| 3     | Ford   | 47    |
| 4     | Saab   | 43    |
| 5     | Datsun | 39    |
| 6     | Toyota | 35    |